# Lista de ministros do Comércio de Portugal

Bandeira de ministro de Portugal.

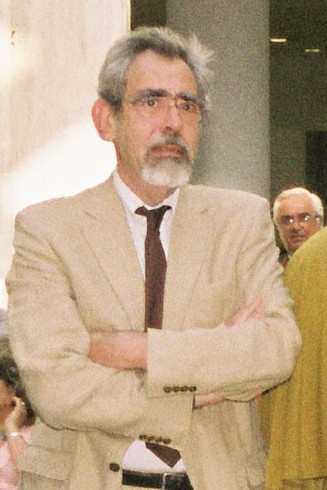
António Barreto, primeiro ministro do Comércio do regime democrático enquanto ministro do Comércio e Turismo do I Governo Constitucional.

Esta é uma lista de ministros detentores da pasta do Comércio em Portugal, entre a criação do Ministério do Comércio a 25 de abril de 1917 e a extinção do Ministério do Comércio e Turismo a 25 de outubro de 1995, com a tomada de posse do XIII Governo Constitucional. Para os ministros das das Obras Públicas, Comércio e Indústria (1852–1910) e do Fomento (1910–1917), que efetivamente detiveram a pasta do Comércio integrada nos seus ministérios, veja-se a lista de ministros das Obras Públicas de Portugal.
A lista cobre a Primeira República (1910–1926), o período ditatorial da ditadura militar, Ditadura Nacional e Estado Novo (1926–1974) e o atual período democrático (1974–atualidade)

## Designação
Entre 1852 e 1917, a pasta do Comércio esteve integrada nos seguintes ministérios:
- integrado no Ministério das Obras Públicas, Comércio e Indústria — entre 30 de agosto de 1852 e 10 de outubro de 1910;
- integrado no Ministério do Fomento — entre 10 de outubro de 1910 e 5 de novembro de 1917

Entre 1917 e 2011, o cargo de ministro do Comércio teve as seguintes designações:
- Ministro do Comércio — designação usada entre 5 de novembro de 1917 e 9 de maio de 1919;
- Ministro do Comércio e Comunicações — designação usada entre 9 de maio de 1919 e 5 de julho de 1932;
- Ministro do Comércio, Indústria e Agricultura — designação usada entre 5 de julho de 1932 e 24 de julho de 1933;
- Ministro do Comércio e Indústria — designação usada entre 24 de julho de 1933 e 28 de agosto de 1940;
- integrado no Ministério da Economia — entre 28 de agosto de 1940 e 15 de março de 1974;
- integrado no Ministério das Finanças e da Coordenação Económica — entre 15 de março de 1974 e 25 de abril de 1974;
- integrado no Ministério da Coordenação Económica — entre 16 de maio de 1974 e 17 de julho de 1974;
- integrado no Ministério da Economia — entre 17 de julho de 1974 e 26 de março de 1975;
- Período de separação entre o Comércio Externo e o Comércio Interno (26 de março de 1975 a 23 de julho de 1976)
  - Comércio Externo
    - Ministro do Comércio Externo — designação usada entre 26 de março de 1975 e 23 de julho de 1976

  - Comércio Interno
    - integrado no Ministério do Planeamento e Coordenação Económica — entre 26 de março de 1975 e 8 de agosto de 1975
    - Ministro do Comércio Interno — designação usada entre 8 de agosto de 1975 a 23 de julho de 1976
- Ministro do Comércio e Turismo — designação usada entre 23 de julho de 1976 e 4 de setembro de 1981;
- Segundo período de separação entre o Comércio Externo e o Comércio Interno (4 de setembro de 1981 e 9 de junho de 1983)
  - Comércio Interno
    - Ministro da Agricultura, Comércio e Pescas — designação usada entre 4 de setembro de 1981 e 9 de junho de 1983

  - Comércio Externo
    - integrado no Ministério da Indústria, Energia e Exportação — entre 4 de setembro de 1981 e 9 de junho de 1983
- Ministro do Comércio e Turismo — designação usada entre 9 de junho de 1983 e 6 de novembro de 1985;
- Ministro da Indústria e Comércio — designação usada entre 6 de novembro de 1985 e 17 de agosto de 1987;
- Ministro do Comércio e Turismo — designação usada entre 17 de agosto de 1987 e 28 de outubro de 1995;
- integrado no Ministério da Economia — entre 28 de outubro de 1995 e 17 de julho de 2004;
- integrado no Ministério das Atividades Económicas e do Trabalho — entre 17 de julho de 2004 e 12 de março de 2005;
- integrado no Ministério da Economia e da Inovação — entre 12 de março de 2005 e 26 de outubro de 2009;
- integrado no Ministério da Economia, da Inovação e do Desenvolvimento — entre 26 de outubro de 2009 e 21 de junho de 2011;
- integrado no Ministério da Economia e do Emprego — entre 21 de junho de 2011 e 24 de julho de 2013;
- integrado no Ministério da Economia — entre 24 de julho de 2013 e 15 de outubro de 2018;
- integrado no Ministério da Economia sob alçada do ministro adjunto e da Economia — entre 15 de outubro de 2018 e 26 de outubro de 2019;
- integrado no Ministério da Economia e da Transição Digital sob alçada do ministro de Estado, da Economia e da Transição Energética — entre 26 de outubro de 2019 e 30 de março de 2022;
- integrado no Ministério da Economia e do Mar — entre 30 de março de 2022 e 2 de abril de 2024;
- integrado no Ministério da Economia — entre 2 de abril de 2024 e 5 de junho de 2025;
- integrado no Ministério da Economia e da Coesão Territorial — desde 5 de junho de 2025.

## Numeração
Para efeitos de contagem, regra geral, não contam os ministros interinos em substituição de um ministro vivo e em funções. Já nos casos em que o cargo é ocupado interinamente, mas não havendo um ministro efetivamente em funções, o ministro interino conta para a numeração. Os casos em que o ministro não chega a tomar posse não são contabilizados. Os períodos em que o cargo foi ocupado por órgãos coletivos também não contam na numeração desta lista.
São contabilizados os períodos em que o ministro esteve no cargo ininterruptamente, não contando se este serve mais do que um mandato consecutivo, e não contando ministros provisórios durante os respetivos mandatos. Ministros que sirvam em períodos distintos são, obviamente, distinguidos numericamente. No caso de Ernesto Navarro, cujo mandato é interrompido pelo do não empossado Jorge de Vasconcelos Nunes, sendo reconduzido no cargo no próprio dia, conta apenas como uma passagem pelo ministério.

## Lista
Legenda de cores
(para partidos políticos)
| Monarquia Constitucional (1830–1834)     | |                         |                                                       |                                                       |                            |                                                                                   |
| #                                        | Pasta do Comércio | Retrato                 | Início do mandato                                     | Fim do mandato                                        | Governo                    | Governo                                                                           |
| –                                        | Serviços integrados no Ministério das Obras Públicas, Comércio e Indústria (ver: Lista de ministros das Obras Públicas de Portugal) |                         | 30 de agosto de 1852                                  | 5 de outubro de 1910                                  | ——                         | ——                                                                                |
| Primeira República (1911–1926)           | |                         |                                                       |                                                       |                            |                                                                                   |
| #                                        | Pasta do Comércio | Retrato                 | Início do mandato                                     | Fim do mandato                                        | Governo                    | Governo                                                                           |
| Governo Provisório (1910–1911)           | |                         |                                                       |                                                       |                            |                                                                                   |
| –                                        | Serviços integrados no Ministério das Obras Públicas, Comércio e Indústria (ver: Lista de ministros das Obras Públicas de Portugal) |                         | 5 de outubro de 1910                                  | 10 de outubro de 1910                                 | ——                         | ——                                                                                |
| –                                        | Serviços integrados no Ministério do Fomento (ver: Lista de ministros das Obras Públicas de Portugal) |                         | 10 de outubro de 1910                                 | 3 de setembro de 1911                                 | ——                         | ——                                                                                |
| Governos Constitucionais (1911–1917)     | |                         |                                                       |                                                       |                            |                                                                                   |
| –                                        | Serviços integrados no Ministério do Fomento (ver: Lista de ministros das Obras Públicas de Portugal) |                         | 4 de setembro de 1911                                 | 5 de novembro de 1917                                 | ——                         | ——                                                                                |
| #                                        | Ministro do Comércio (Nascimento–Morte) | Retrato                 | Início do mandato                                     | Fim do mandato                                        | Governo (Chefe de governo) | Governo (Chefe de governo)                                                        |
| 1                                        | Herculano Jorge Galhardo (1868–1944) |                         | 5 de novembro de 1917                                 | 8 de dezembro de 1917                                 |                            | XIV Costa                                                                         |
| República Nova (1917–1918)               | |                         |                                                       |                                                       |                            |                                                                                   |
| –                                        | Junta Revolucionária composta por: Sidónio Bernardino Cardoso da Silva Pais (Presidente) António Maria de Azevedo Machado Santos (Vogal) José Feliciano da Costa Júnior (Vogal)                                                                                               |                         | 8 de dezembro de 1917                                 | 11 de dezembro de 1917                                |                            | ——                                                                                |
| 2                                        | Francisco Xavier Esteves (1864–1944) |                         | 11 de dezembro de 1917                                | 7 de março de 1918                                    |                            | XV Pais                                                                           |
| 3                                        | Manuel José Pinto Osório (1870–1963) |                         | 7 de março de 1918                                    | 3 de maio de 1918                                     |                            | XV Pais                                                                           |
| –                                        | Francisco Xavier Esteves (interino) (1864–1944) |                         | 3 de maio de 1918                                     | 15 de maio de 1918                                    |                            | XV Pais                                                                           |
| #                                        | Secretário de Estado do Comércio (Nascimento–Morte) | Retrato                 | Início do mandato                                     | Fim do mandato                                        | Governo (Chefe de governo) | Governo (Chefe de governo)                                                        |
| 4                                        | Joaquim Mendes do Amaral (1889–1961) |                         | 15 de maio de 1918                                    | 8 de outubro de 1918                                  |                            | XVI Pais                                                                          |
| 5                                        | João Alberto Pereira de Azevedo Neves (1877–1955) |                         | 8 de outubro de 1918                                  | 16 de dezembro de 1918                                |                            | XVI Pais                                                                          |
| #                                        | Ministro do Comércio (Nascimento–Morte) | Retrato                 | Início do mandato                                     | Fim do mandato                                        | Governo (Chefe de governo) | Governo (Chefe de governo)                                                        |
| –                                        | João Alberto Pereira de Azevedo Neves (continuação) (1877–1955) |                         | 16 de dezembro de 1918                                | 23 de dezembro de 1918                                |                            | XVI Pais (até 14 dez. 1918) Canto e Castro (desde 15 dez. 1918)                   |
| Governos Constitucionais (1918–1926)     | |                         |                                                       |                                                       |                            |                                                                                   |
| –                                        | João Alberto Pereira de Azevedo Neves (continuação) (1877–1955) |                         | 23 de dezembro de 1918                                | 27 de janeiro de 1919                                 |                            | XVII Tamagnini Barbosa                                                            |
| –                                        | João Alberto Pereira de Azevedo Neves (continuação) (1877–1955) | XVIII Tamagnini Barbosa | 23 de dezembro de 1918                                | 27 de janeiro de 1919                                 |                            |                                                                                   |
| 6                                        | Manuel José Pinto Osório (2.ª vez) (1870–1963) |                         | 27 de janeiro de 1919                                 | 15 de fevereiro de 1919                               |                            | XIX Relvas                                                                        |
| –                                        | João Henriques Pinheiro (interino) (1881–1946) |                         | 15 de fevereiro de 1919                               | data indeterminada (antes de 22 de fevereiro de 1919) |                            | XIX Relvas                                                                        |
| –                                        | Manuel José Pinto Osório (2.ª vez continuação) (1870–1963) |                         | data indeterminada (antes de 22 de fevereiro de 1919) | 25 de fevereiro de 1919                               |                            | XIX Relvas                                                                        |
| 7                                        | Júlio Augusto do Patrocínio Martins (1878–1922) |                         | 25 de fevereiro de 1919                               | 9 de maio de 1919                                     |                            | XIX Relvas                                                                        |
| 7                                        | Júlio Augusto do Patrocínio Martins (1878–1922) | XX Pereira              | 25 de fevereiro de 1919                               | 9 de maio de 1919                                     |                            |                                                                                   |
| #                                        | Ministro do Comércio e Comunicações (Nascimento–Morte) | Retrato                 | Início do mandato                                     | Fim do mandato                                        |                            |                                                                                   |
| –                                        | Júlio Augusto do Patrocínio Martins (continuação) (1878–1922) |                         | 9 de maio de 1919                                     | 29 de junho de 1919                                   |                            |                                                                                   |
| 8                                        | Ernesto Júlio Navarro (1876–1938) |                         | 29 de junho de 1919                                   | 15 de janeiro de 1920                                 |                            | XXI Sá Cardoso                                                                    |
| –                                        | Jorge de Vasconcelos Nunes (não empossado) (1878–1936) |                         | 15 de janeiro de 1920                                 | 15 de janeiro de 1920                                 |                            | XXII Fernandes Costa (não empossado)                                              |
| –                                        | Ernesto Júlio Navarro (reconduzido) (1876–1938) |                         | 15 de janeiro de 1920                                 | 21 de janeiro de 1920                                 |                            | XXI Sá Cardoso                                                                    |
| 9                                        | Jorge de Vasconcelos Nunes (1878–1936) |                         | 21 de janeiro de 1920                                 | 8 de março de 1920                                    |                            | XXIII Pereira                                                                     |
| 10                                       | Aníbal Lúcio de Azevedo (1876–1952) |                         | 8 de março de 1920                                    | 26 de junho de 1920                                   |                            | XXIV Baptista (até 6 jun. 1920) Ramos Preto (desde 6 jun. 1920)                   |
| 11                                       | José Domingues dos Santos (1887–1958) |                         | 26 de junho de 1920                                   | 19 de julho de 1920                                   |                            | XXV Silva                                                                         |
| 12                                       | Francisco Gonçalves Velhinho Correia (1882–1943) |                         | 19 de julho de 1920                                   | 20 de novembro de 1920                                |                            | XXVI Granjo                                                                       |
| 13                                       | António Joaquim Ferreira da Fonseca (1887–1937) |                         | 20 de novembro de 1920                                | 23 de maio de 1921                                    |                            | XXVII A. Castro                                                                   |
| 13                                       | António Joaquim Ferreira da Fonseca (1887–1937) | XXVIII Pinto            | 20 de novembro de 1920                                | 23 de maio de 1921                                    |                            |                                                                                   |
| 13                                       | António Joaquim Ferreira da Fonseca (1887–1937) | XXIX Machado            | 20 de novembro de 1920                                | 23 de maio de 1921                                    |                            |                                                                                   |
| 14                                       | António Joaquim Granjo (1881–1921) |                         | 23 de maio de 1921                                    | 24 de maio de 1921                                    |                            | XXX Barros Queirós                                                                |
| 15                                       | Francisco José de Meneses Fernandes Costa (1857–1925) |                         | 24 de maio de 1921                                    | 12 de outubro de 1921                                 |                            | XXX Barros Queirós                                                                |
| 15                                       | Francisco José de Meneses Fernandes Costa (1857–1925) | XXXI Granjo             | 24 de maio de 1921                                    | 12 de outubro de 1921                                 |                            |                                                                                   |
| 16                                       | António Augusto Curson (1873–1956) |                         | 12 de outubro de 1921                                 | 19 de outubro de 1921                                 |                            |                                                                                   |
| 17                                       | António Augusto Pires de Carvalho (1864–1947) |                         | 19 de outubro de 1921                                 | 5 de novembro de 1921                                 |                            | XXXII Coelho                                                                      |
| 18                                       | Vasco Borges (1882–1942) |                         | 5 de novembro de 1921                                 | 16 de dezembro de 1921                                |                            | XXXIII Maia Pinto                                                                 |
| 19                                       | Vitorino Máximo de Carvalho Guimarães (interino) (1876–1957) |                         | 16 de dezembro de 1921                                | 22 de dezembro de 1921                                |                            | XXXIV Cunha Leal                                                                  |
| 20                                       | Nuno Simões (1894–1976) |                         | 22 de dezembro de 1921                                | 6 de fevereiro de 1922                                |                            | XXXIV Cunha Leal                                                                  |
| 21                                       | Eduardo Alberto Lima Basto (1875–1942) |                         | 6 de fevereiro de 1922                                | 26 de setembro de 1922                                |                            | XXXV Silva                                                                        |
| 22                                       | Vasco Borges (2.ª vez; interino até 30 de novembro) (1882–1942) |                         | 26 de setembro de 1922                                | 7 de dezembro de 1922                                 |                            | XXXV Silva                                                                        |
| 22                                       | Vasco Borges (2.ª vez; interino até 30 de novembro) (1882–1942) | XXXVI Silva             | 26 de setembro de 1922                                | 7 de dezembro de 1922                                 |                            |                                                                                   |
| 23                                       | Fernando Teixeira Homem de Brederode (1867–1939) |                         | 7 de dezembro de 1922                                 | 9 de janeiro de 1923                                  |                            | XXXVII Silva                                                                      |
| 24                                       | João Teixeira de Queirós Vaz Guedes (1871–1926) |                         | 9 de janeiro de 1923                                  | 15 de novembro de 1923                                |                            | XXXVII Silva                                                                      |
| 25                                       | Pedro Góis Pita (1891–1974) |                         | 15 de novembro de 1923                                | 18 de dezembro de 1923                                |                            | XXXVIII Ginestal Machado                                                          |
| 26                                       | António Joaquim Ferreira da Fonseca (2.ª vez) (1887–1937) |                         | 18 de dezembro de 1923                                | 28 de fevereiro de 1924                               |                            | XXXIX A. Castro                                                                   |
| 27                                       | Nuno Simões (2.ª vez) (1894–1976) |                         | 28 de fevereiro de 1924                               | 23 de junho de 1924                                   |                            | XXXIX A. Castro                                                                   |
| 28                                       | Hélder Armando dos Santos Ribeiro (interino) (1883–1973) |                         | 23 de junho de 1924                                   | 6 de julho de 1924                                    |                            | XXXIX A. Castro                                                                   |
| 29                                       | Henrique Sátiro Lopes Pires Monteiro (1882–1958) |                         | 6 de julho de 1924                                    | 22 de novembro de 1924                                |                            | XL Rodrigues Gaspar                                                               |
| 30                                       | Plínio Octávio de Santana e Silva (1890–1948) |                         | 22 de novembro de 1924                                | 15 de fevereiro de 1925                               |                            | XLI Domingues dos Santos                                                          |
| 31                                       | Frederico António Ferreira de Simas (1872–1945) |                         | 15 de fevereiro de 1925                               | 1 de julho de 1925                                    |                            | XLII Guimarães                                                                    |
| 32                                       | Manuel Gaspar de Lemos (1887–1967) |                         | 1 de julho de 1925                                    | 1 de agosto de 1925                                   |                            | XLIII Silva                                                                       |
| 33                                       | Nuno Simões (3.ª vez) (1894–1976) |                         | 1 de agosto de 1925                                   | 10 de dezembro de 1925                                |                            | XLIV Pereira                                                                      |
| 34                                       | Manuel Gaspar de Lemos (2.ª vez; interino) (1887–1967) |                         | 10 de dezembro de 1925                                | 29 de maio de 1926                                    |                            | XLIV Pereira                                                                      |
| 34                                       | Manuel Gaspar de Lemos (2.ª vez; interino) (1887–1967) | XLV Silva               | 10 de dezembro de 1925                                | 29 de maio de 1926                                    |                            |                                                                                   |
| Segunda República (1926–1974)            | |                         |                                                       |                                                       |                            |                                                                                   |
| #                                        | Ministro do Comércio e Comunicações (Nascimento–Morte) | Retrato                 | Início do mandato                                     | Fim do mandato                                        | Governo (Chefe de governo) | Governo (Chefe de governo)                                                        |
| Ditadura militar (1926–1928)             | |                         |                                                       |                                                       |                            |                                                                                   |
| –                                        | Junta de Salvação Pública composta por: José Mendes Cabeçadas Júnior (Presidente) Armando Humberto da Gama Ochôa Jaime Pereira Rodrigues Baptista Carlos de Jesus Vilhena |                         | 29 de maio de 1926                                    | 30 de maio de 1926                                    |                            | ——                                                                                |
| 35                                       | José Mendes Cabeçadas Júnior (interino até 1 de junho) (1883–1965) |                         | 30 de maio de 1926                                    | 3 de junho de 1926                                    |                            | I Mendes Cabeçadas                                                                |
| –                                        | Ezequiel Pereira de Campos (interino; não empossado) (1874–1965) |                         | 3 de junho de 1926                                    | 5 de junho de 1926                                    |                            | I Mendes Cabeçadas                                                                |
| –                                        | Adolfo César de Pina (não empossado) (1865–1943) |                         | 5 de junho de 1926                                    | 11 de junho de 1926                                   |                            | I Mendes Cabeçadas                                                                |
| 36                                       | Abílio Augusto Valdez de Passos e Sousa (1881–1966) |                         | 11 de junho de 1926                                   | 29 de novembro de 1926                                |                            | I Mendes Cabeçadas                                                                |
| 36                                       | Abílio Augusto Valdez de Passos e Sousa (1881–1966) | II Gomes da Costa       | 11 de junho de 1926                                   | 29 de novembro de 1926                                |                            |                                                                                   |
| 36                                       | Abílio Augusto Valdez de Passos e Sousa (1881–1966) | III Carmona             | 11 de junho de 1926                                   | 29 de novembro de 1926                                |                            |                                                                                   |
| 37                                       | Júlio César de Carvalho Teixeira (1884–1959) |                         | 29 de novembro de 1926                                | 26 de agosto de 1927                                  |                            |                                                                                   |
| 38                                       | Artur Ivens Ferraz (1870–1933) |                         | 26 de agosto de 1927                                  | 9 de setembro de 1927                                 |                            |                                                                                   |
| –                                        | Abílio Augusto Valdez de Passos e Sousa (interino) (1881–1966) |                         | 9 de setembro de 1927                                 | 13 de setembro de 1927                                |                            |                                                                                   |
| –                                        | Artur Ivens Ferraz (continuação) (1870–1933) |                         | 13 de setembro de 1927                                | 5 de janeiro de 1928                                  |                            |                                                                                   |
| 39                                       | Alfredo Augusto de Oliveira Machado e Costa (1870–1952) |                         | 5 de janeiro de 1928                                  | 18 de abril de 1928                                   |                            |                                                                                   |
| Ditadura Nacional (1928–1933)            | |                         |                                                       |                                                       |                            |                                                                                   |
| 40                                       | José Bacelar Bebiano (1894–1967) |                         | 18 de abril de 1928                                   | 11 de junho de 1928                                   |                            | IV Freitas                                                                        |
| 41                                       | José Dias de Araújo Correia (1894–1978) |                         | 11 de junho de 1928                                   | 10 de novembro de 1928                                |                            | IV Freitas                                                                        |
| 42                                       | José Bacelar Bebiano (2.ª vez; interino) (1894–1967) |                         | 10 de novembro de 1928                                | 19 de novembro de 1928                                |                            | V Freitas                                                                         |
| 43                                       | Eduardo Aguiar de Bragança (1888–1963) |                         | 19 de novembro de 1928                                | 11 de janeiro de 1929                                 |                            | V Freitas                                                                         |
| 44                                       | José Vicente de Freitas (interino) (1869–1952) |                         | 11 de janeiro de 1929                                 | 8 de julho de 1929                                    |                            | V Freitas                                                                         |
| 45                                       | João Antunes Guimarães (1877–1951) |                         | 8 de julho de 1929                                    | 5 de julho de 1932                                    |                            | VI Ivens Ferraz                                                                   |
| 45                                       | João Antunes Guimarães (1877–1951) | VII Oliveira            | 8 de julho de 1929                                    | 5 de julho de 1932                                    |                            |                                                                                   |
| #                                        | Ministro do Comércio, Indústria e Agricultura (Nascimento–Morte) | Retrato                 | Início do mandato                                     | Fim do mandato                                        | Governo (Chefe de governo) | Governo (Chefe de governo)                                                        |
| 46                                       | Sebastião Garcia Ramires (1898–1972) |                         | 5 de julho de 1932                                    | 11 de abril de 1933                                   |                            | VIII Oliveira Salazar                                                             |
| Estado Novo (1933–1974)                  | |                         |                                                       |                                                       |                            |                                                                                   |
| –                                        | Sebastião Garcia Ramires (continuação) (1898–1972) |                         | 11 de abril de 1933                                   | 24 de julho de 1933                                   |                            | I Oliveira Salazar                                                                |
| #                                        | Ministro do Comércio e Indústria (Nascimento–Morte) | Retrato                 | Início do mandato                                     | Fim do mandato                                        |                            | I Oliveira Salazar                                                                |
| –                                        | Sebastião Garcia Ramires (continuação) (1898–1972) |                         | 24 de julho de 1933                                   | 4 de agosto de 1934                                   |                            | I Oliveira Salazar                                                                |
| –                                        | Leovigildo Queimado Franco de Sousa (interino) (1892–1968) |                         | 4 de agosto de 1934                                   | 20 de agosto de 1934                                  |                            | I Oliveira Salazar                                                                |
| –                                        | Sebastião Garcia Ramires (continuação) (1898–1972) |                         | 20 de agosto de 1934                                  | 1 de agosto de 1935                                   |                            | I Oliveira Salazar                                                                |
| –                                        | Rafael da Silva Neves Duque (interino) (1893–1969) |                         | 1 de agosto de 1935                                   | 9 de setembro de 1935                                 |                            | I Oliveira Salazar                                                                |
| –                                        | Sebastião Garcia Ramires (continuação) (1898–1972) |                         | 9 de setembro de 1935                                 | 18 de janeiro de 1936                                 |                            | I Oliveira Salazar                                                                |
| 47                                       | Pedro Teotónio Pereira (1902–1972) |                         | 18 de janeiro de 1936                                 | 13 de dezembro de 1937                                |                            | II Oliveira Salazar                                                               |
| 48                                       | João Pinto da Costa Leite "Lumbrales" (1905–1975) |                         | 13 de dezembro de 1937                                | 28 de agosto de 1940                                  |                            | II Oliveira Salazar                                                               |
| #                                        | Pasta do Comércio | Retrato                 | Início do mandato                                     | Fim do mandato                                        | Governo (Chefe de governo) | Governo (Chefe de governo)                                                        |
| –                                        | Serviços integrados no Ministério da Economia (ver: Lista de ministros da Economia de Portugal) |                         | 28 de agosto de 1940                                  | 15 de março de 1974                                   | ——                         | ——                                                                                |
| #                                        | Ministro da Agricultura e Comércio (Nascimento–Morte) | Retrato                 | Início do mandato                                     | Fim do mandato                                        | Governo (Chefe de governo) | Governo (Chefe de governo)                                                        |
| 49                                       | João Mota Pereira de Campos (1927–2021) |                         | 15 de março de 1974                                   | 25 de abril de 1974                                   |                            | III Caetano                                                                       |
| Terceira República (1974–presente)       | |                         |                                                       |                                                       |                            |                                                                                   |
| #                                        | Ministério da Agricultura e Comércio (Nascimento–Morte) | Retrato                 | Início do mandato                                     | Fim do mandato                                        | Governo (Chefe de governo) | Governo (Chefe de governo)                                                        |
| Junta de Salvação Nacional (1974)        | |                         |                                                       |                                                       |                            |                                                                                   |
| –                                        | Junta de Salvação Nacional composta por: António Sebastião Ribeiro de Spínola (Presidente) Francisco da Costa Gomes Jaime Silvério Marques Manuel Diogo Neto Carlos Galvão de Melo José Baptista Pinheiro de Azevedo António Alva Rosa Coutinho                               |                         | 25 de abril de 1974                                   | 16 de maio de 1974                                    |                            | ——                                                                                |
| #                                        | Pasta do Comércio (Nascimento–Morte) | Retrato                 | Início do mandato                                     | Fim do mandato                                        | Governo (Chefe de governo) | Governo (Chefe de governo)                                                        |
| Governos Provisórios (1974–1976)         | |                         |                                                       |                                                       |                            |                                                                                   |
| –                                        | Serviços integrados no Ministério da Coordenação Económica (ver: Lista de ministros da Economia de Portugal) |                         | 16 de maio de 1974                                    | 17 de julho de 1974                                   | ——                         | ——                                                                                |
| –                                        | Serviços integrados no Ministério da Economia (ver: Lista de ministros da Economia de Portugal) |                         | 17 de julho de 1974                                   | 26 de março de 1975                                   | ——                         | ——                                                                                |
| –                                        | Serviços separados entre o Ministério do Comércio Externo e o Ministério do Planeamento e Coordenação Económica (ver abaixo: Lista de ministros do Comércio Externo) (ver também: Lista de ministros do Planeamento de Portugal e Lista de ministros da Economia de Portugal) |                         | 26 de março de 1975                                   | 8 de agosto de 1975                                   | ——                         | ——                                                                                |
| –                                        | Serviços separados entre o Ministério do Comércio Externo e o Ministério do Comércio Interno (ver abaixo: Lista de ministros do Comércio Externo e Lista de ministros do Comércio Interno)                                                                                    |                         | 8 de agosto de 1975                                   | 23 de julho de 1976                                   | ——                         | ——                                                                                |
| #                                        | Ministro do Comércio e Turismo (Nascimento–Morte) | Retrato                 | Início do mandato                                     | Fim do mandato                                        | Governo (Chefe de governo) | Governo (Chefe de governo)                                                        |
| Governos Constitucionais (1976-Presente) | |                         |                                                       |                                                       |                            |                                                                                   |
| 50                                       | António Miguel de Morais Barreto (1942–) |                         | 23 de julho de 1976                                   | 25 de março de 1977                                   |                            | I Soares                                                                          |
| 51                                       | Carlos Alberto da Mota Pinto (1936–1985) |                         | 25 de março de 1977                                   | 30 de janeiro de 1978                                 |                            | I Soares                                                                          |
| 52                                       | Basílio Adolfo Mendonça Horta da França (1943–) |                         | 30 de janeiro de 1978                                 | 29 de agosto de 1978                                  |                            | II Soares                                                                         |
| 53                                       | Pedro José Rodrigues Pires de Miranda (1928–2015) |                         | 29 de agosto de 1978                                  | 22 de novembro de 1978                                |                            | III Nobre da Costa                                                                |
| 54                                       | Abel Pinto Repolho Correia (1926–1994) |                         | 22 de novembro de 1978                                | 1 de agosto de 1979                                   |                            | IV Mota Pinto                                                                     |
| 55                                       | Acácio Manuel Pereira Magro (1932–2018) |                         | 1 de agosto de 1979                                   | 3 de janeiro de 1980                                  |                            | V Pintasilgo                                                                      |
| 56                                       | Basílio Adolfo Mendonça Horta da França (2.ª vez) (1943–) |                         | 3 de janeiro de 1980                                  | 9 de janeiro de 1981                                  |                            | VI Sá Carneiro (até 4 dez. 1980) Freitas do Amaral (desde 4 dez. 1980) (interino) |
| 57                                       | Alexandre de Azeredo Vaz Pinto (1939–) |                         | 9 de janeiro de 1981                                  | 4 de setembro de 1981                                 |                            | VII Pinto Balsemão                                                                |
| #                                        | Ministro da Agricultura, Comércio e Pescas (Nascimento–Morte) | Retrato                 | Início do mandato                                     | Fim do mandato                                        | Governo (Chefe de governo) | Governo (Chefe de governo)                                                        |
| 58                                       | Basílio Adolfo Mendonça Horta da França (3.ª vez) (1943–) |                         | 4 de setembro de 1981                                 | 9 de junho de 1983                                    |                            | VIII Pinto Balsemão                                                               |
| #                                        | Ministro do Comércio e Turismo (Nascimento–Morte) | Retrato                 | Início do mandato                                     | Fim do mandato                                        | Governo (Chefe de governo) | Governo (Chefe de governo)                                                        |
| 59                                       | Álvaro Roque de Pinho de Bissaia Barreto (1936–2020) |                         | 9 de junho de 1983                                    | 17 de outubro de 1984                                 |                            | IX Soares                                                                         |
| 60                                       | Joaquim Martins Ferreira do Amaral (1945–) |                         | 17 de outubro de 1984                                 | 6 de novembro de 1985                                 |                            | IX Soares                                                                         |
| #                                        | Ministro da Indústria e Comércio (Nascimento–Morte) | Retrato                 | Início do mandato                                     | Fim do mandato                                        | Governo (Chefe de governo) | Governo (Chefe de governo)                                                        |
| 61                                       | Fernando Augusto dos Santos Martins (1930–2006) |                         | 6 de novembro de 1985                                 | 17 de agosto de 1987                                  |                            | X Cavaco Silva                                                                    |
| #                                        | Ministro do Comércio e Turismo (Nascimento–Morte) | Retrato                 | Início do mandato                                     | Fim do mandato                                        | Governo (Chefe de governo) | Governo (Chefe de governo)                                                        |
| 62                                       | Joaquim Martins Ferreira do Amaral (2.ª vez) (1945–) |                         | 17 de agosto de 1987                                  | 24 de abril de 1990                                   |                            | XI Cavaco Silva                                                                   |
| 63                                       | Fernando Manuel Barbosa Faria de Oliveira (1941–) |                         | 24 de abril de 1990                                   | 28 de outubro de 1995                                 |                            | XI Cavaco Silva                                                                   |
| 63                                       | Fernando Manuel Barbosa Faria de Oliveira (1941–) | XII Cavaco Silva        | 24 de abril de 1990                                   | 28 de outubro de 1995                                 |                            |                                                                                   |
| #                                        | Pasta do Comércio | Retrato                 | Início do mandato                                     | Fim do mandato                                        | Governo                    | Governo                                                                           |
| –                                        | Serviços integrados no Ministério da Economia (ver: Lista de ministros da Economia de Portugal) |                         | 28 de outubro de 1995                                 | 17 de julho de 2004                                   | ——                         | ——                                                                                |
| –                                        | Serviços integrados no Ministério das Atividades Económicas e do Trabalho (ver: Lista de ministros da Economia de Portugal) |                         | 17 de julho de 2004                                   | 12 de março de 2005                                   | ——                         | ——                                                                                |
| –                                        | Serviços integrados no Ministério da Economia e da Inovação (ver: Lista de ministros da Economia de Portugal) |                         | 12 de março de 2005                                   | 26 de outubro de 2009                                 | ——                         | ——                                                                                |
| –                                        | Serviços integrados no Ministério da Economia, da Inovação e do Desenvolvimento (ver: Lista de ministros da Economia de Portugal) |                         | 26 de outubro de 2009                                 | 21 de junho de 2011                                   | ——                         | ——                                                                                |
| –                                        | Serviços integrados no Ministério da Economia e do Emprego (ver: Lista de ministros da Economia de Portugal) |                         | 21 de junho de 2011                                   | 24 de julho de 2013                                   | ——                         | ——                                                                                |
| –                                        | Serviços integrados no Ministério da Economia (ver: Lista de ministros da Economia de Portugal) |                         | 24 de julho de 2013                                   | 26 de outubro de 2019                                 | ——                         | ——                                                                                |
| –                                        | Serviços integrados no Ministério da Economia e da Transição Digital (ver: Lista de ministros da Economia de Portugal) |                         | 26 de outubro de 2019                                 | 30 de março de 2022                                   | ——                         | ——                                                                                |
| –                                        | Serviços integrados no Ministério da Economia e do Mar (ver: Lista de ministros da Economia de Portugal e Lista de ministros do Mar e das Pescas de Portugal) |                         | 30 de março de 2022                                   | 2 de abril de 2024                                    | ——                         | ——                                                                                |
| –                                        | Serviços integrados no Ministério da Economia (ver: Lista de ministros da Economia de Portugal) |                         | 2 de abril de 2024                                    | 5 de junho de 2025                                    | ——                         | ——                                                                                |
| –                                        | Serviços integrados no Ministério da Economia e da Coesão Territorial (ver: Lista de ministros da Economia de Portugal e Lista de ministros da Coesão Territorial de Portugal)                                                                                                |                         | 5 de junho de 2025                                    | presente                                              | ——                         | ——                                                                                |

## Ministros do Comércio Externo
| # | Ministro do Comércio Externo (Nascimento–Morte) | Retrato | Início do mandato      | Fim do mandato         | Governo (Chefe de governo) | Governo (Chefe de governo)   |
| - | --- | ------- | ---------------------- | ---------------------- | -------------------------- | ---------------------------- |
| 1 | José da Silva Lopes (1932–2015) |         | 26 de março de 1975    | 8 de agosto de 1975    |                            | IV Prov. Gonçalves           |
| 2 | Domingos Lopes (1949–) |         | 8 de agosto de 1975    | 19 de setembro de 1975 |                            | V Prov. Gonçalves            |
| 3 | Joaquim Jorge de Pinho Campinos (1937–1993) |         | 19 de setembro de 1975 | 23 de julho de 1976    |                            | VI Prov. Pinheiro de Azevedo |
| # | Pasta do Comércio Externo | Retrato | Início do mandato      | Fim do mandato         | Governo                    | Governo                      |
| – | Serviços integrados no Ministério do Comércio e Turismo (ver: Lista de ministros do Comércio de Portugal e Lista de ministros do Turismo de Portugal) |         | 23 de julho de 1976    | 4 de setembro de 1981  | ——                         | ——                           |
| # | Ministro da Indústria, Energia e Exportação (Nascimento–Morte)                                                                                        | Retrato | Início do mandato      | Fim do mandato         | Governo (Chefe de governo) | Governo (Chefe de governo)   |
| 4 | Ricardo Manuel Simões Bayão Horta (1936–) |         | 4 de setembro de 1981  | 9 de junho de 1983     |                            | VIII Pinto Balsemão          |

## Ministros do Comércio Interno
| # | Pasta do Comércio Interno | Retrato | Início do mandato      | Fim do mandato         | Governo                    | Governo                      |
| - | --- | ------- | ---------------------- | ---------------------- | -------------------------- | ---------------------------- |
| – | Serviços integrados no Ministério do Planeamento e Coordenação Económica (ver: Lista de ministros do Planeamento de Portugal e Lista de ministros da Economia de Portugal) |         | 26 de março de 1975    | 8 de agosto de 1975    | ——                         | ——                           |
| # | Ministro do Comércio Interno (Nascimento–Morte) | Retrato | Início do mandato      | Fim do mandato         | Governo (Chefe de governo) | Governo (Chefe de governo)   |
| 1 | Manuel Luís Macaísta Malheiros (1940–) |         | 8 de agosto de 1975    | 19 de setembro de 1975 |                            | V Prov. Gonçalves            |
| 2 | Joaquim Jorge Magalhães Saraiva da Mota (1935–2007) |         | 19 de setembro de 1975 | 22 de julho de 1976    |                            | VI Prov. Pinheiro de Azevedo |